# Rally Piocerá
O Rally Piocerá ou Cerapió é uma tradicional competição brasileira de rali, que acontece anualmente desde 1987 e tem duração de quatro a sete dias (dependendo da edição), sendo realizada entre os estados do Ceará e Piauí. O rally carrega esse nome pelo fato de os habitantes da região apelidarem a área de Cerapió-Piocerá, já que não se sabe a qual estado a área pertence, se ao Ceará ou ao Piauí, em decorrência do litígio de limites entre Ceará e Piauí. Assim a prova de Rally Cross passou a ser chamada de Rally Cerapió quando tem início do Ceará rumo ao Piauí (Cerapió), e no ano seguinte faz o trajeto inverso (Piocerá). É considerada, pela imprensa brasileira especializada, como a melhor prova de rali de regularidade do Brasil.
Na edição de 2009, o Rally Piocerá completou 22 anos e fez uma de suas edições mais acirradas até então. Passando por épicas paisagens, o Rally Piocerá 2009 teve roteiro traçado para a edição largando em Teresina com chegada em Fortaleza.
Além da competição que envolve carros, caminhões, motos, quadriciclos e UTVs, o Sertões também é conhecido por promover ações sociais e ambientais nos locais por onde a prova passa. O rali leva uma caravana de quase mil pessoas por edição e movimenta todos os setores da economia das cidades por onde passa.

## História
A história do Rally Piocerá começa em abril de 1987 com uma conversa entre o empresário Ehrlich Cordão e o programador Galdino Gabriel. De início o rally seria chamado de Enduro da Integração, com o intuito de que apenas pilotos dos estados pioneiros Ceará e Piauí se unissem na prática do rally de regularidade na Região Norte e Região Nordeste do Brasil. No feriado de 7 de setembro do mesmo ano ocorreu o primeiro levantamento, cuja planilha apresentada pela comissão de organização do primeiro Cerapió relata que o enduro atravessaria a área de litígio entre Ceará e Piauí apelidada pelos habitantes da região de Cerapió-Piocerá, já que de fato não sabiam a qual estado as terras pertenciam. Foi então que a prova passou a se chamar de Rally Cerapió quando sai do Ceará para o Piauí e Piocerá quando o roteiro é o inverso.

## Roteiros
Dos dois estados se destacam os municípios: Fortaleza, Sobral, Crato, Juazeiro do Norte, Iguatu e Crateús (no Ceará) e Teresina, Picos, Parnaíba, Piripiri e Castelo do Piauí (no Piauí).

## Tecnologia e Segurança
Para coordenar uma competição de cinco dias e 1.050 quilômetros passando pelos dois estados do Nordeste, o que exige uma complexa logística, são necessários equipamentos de monitoramento para garantir o bom andamento da prova.
E para que o Rally Piocerá transcorra com segurança, são usados equipamentos que vão desde rádios comunicadores a dispositivos de localização via satélite, passando por helicópteros-UTI.
A organização conta com uma rede de comunicação via rádio comandada pelos dois aviões que sobrevoam a prova acompanhando as etapas, e que servem como antena para toda a comunicação necessária durante o evento.
Além dos aviões, mais três helicópteros participam do rali: um para captação de imagens e outros dois para equipe médica, equipados com UTI. Em caso de acidente durante a prova, a primeira comunicação é feita por um dos aviões ou pelo helicóptero de filmagem, que dá suporte e solicita a presença da aeronave equipada com a Unidade de Terapia Intensiva para o resgate de pilotos e navegadores.
Os carros da organização usam três aparelhos de GPS: dos modelos Garmin Montana, Garmin 276 e Garmin 76 CX, um para cada funcionalidade específica, além do próprio aparelho original do carro – uma picape Mitsubishi L200 Triton.
Além disso e dos rádio comunicadores, as L200 Triton utilizadas por membros da organização e da direção de prova são também equipados com um rastreador Autotrac, que dá toda a localização dos carros via satélite.
Já os veículos de competição contam com odômetro, GPS, rádio comunicador e o Totem Rastro, equipamento que serve como uma espécie de “caixa preta” para os veículos: ele registra todos os dados durante uma etapa da especial; dá a localização por GPS e serve como “dedo-duro” para a direção de prova, pois comprova se o carro, moto, caminhão, quadriciclo ou UTV respeitou ou não as zonas de radar e se andou nas velocidades limites estabelecidas para cada rodovia durante os deslocamentos.